# Radar le robot (album)
Radar le robot est un album de bande dessinée, le deuxième hors-série des aventures de Spirou et Fantasio. Cet album et son prédécesseur, L'Héritage, comprennent les tout premiers récits de la série réalisés par André Franquin.

## Spirou et la maison préfabriquée

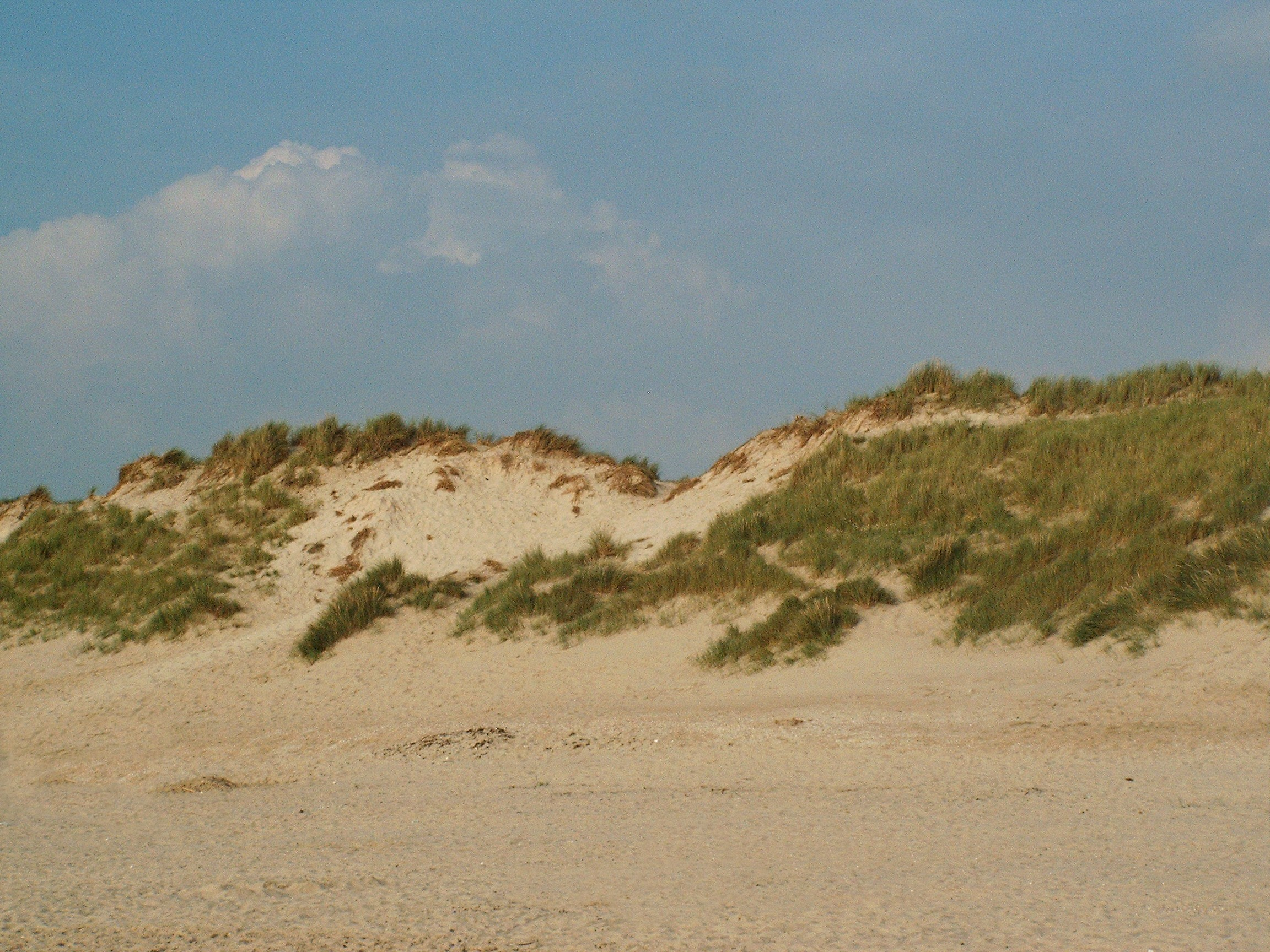
Littoral belge que parcourent Spirou et Fantasio lors de cette aventure.

### Synopsis
Fantasio parvient à se faire embaucher comme représentant pour une entreprise fabriquant des « maisons préfabriquées », montables et démontables en une demi-heure. Spirou se brouille un temps avec lui à cause de cette nouvelle entreprise loufoque, et part en camping à la plage avec l'écureuil Spip. Les deux compères s'y retrouvent et redeviennent amis. Ensemble, ils essayent de vendre la maison, mais la tentative tourne au fiasco, et plus tard, alors qu'ils dorment à l'intérieur, la maison est emportée par la marée. Après diverses péripéties marines, ils sont séparés puis se retrouvent chez Spirou, où Fantasio jure qu'il ne veut plus entendre parler de maisons préfabriquées.

### Publications
Publié pour la première fois dans le journal de Spirou du n°423 au n°442.

## Radar le robot
1948

### Synopsis
En vacances dans un petit village en plein hiver, Spirou et Fantasio sont confrontés à un phénomène : une voiture sans conducteur qui roule en effrayant les passants. Spirou parvient à monter à bord et arrive dans le repaire du professeur Samovar, un savant qui s'avère rapidement être fou, et qui cherche grâce à une invention prenant la forme d'un ballon, à mettre le feu à l'atmosphère terrestre. Malgré sa folie, il est parvenu à mettre au point un robot, Radar, extrêmement puissant et intelligent. Spirou ne parvient pas à empêcher le décollage de l'appareil, mais le savant fou a lui-même rendu sa machine inopérante. Alors qu'il est conduit, inconscient, à un hôpital, Radar devient fou en découvrant son maître inanimé et tente de se venger sur Spirou et Fantasio. Résistant aux balles et aux roquettes, il est finalement court-circuité quand les deux héros le poussent dans la rivière.

### Publications
Publié pour la première fois dans le journal de Spirou du n°496 au n°521.
Radar le robot a une suite, Les plans du robot, paru dans Quatre aventures de Spirou et Fantasio. Les deux histoires étaient parues dans le journal sans césure.

## Le homard
Une courte histoire en deux planches plus récentes, publiée pour la première fois dans le journal de Spirou n°1004 (en 1957), au cours de laquelle Fantasio est victime d'un méchant coup de soleil en confondant un tube de crème solaire avec un tube de mayonnaise.

## Personnages
- Spirou
- Fantasio
- Spip
- Le professeur Samovar (première apparition)
- Radar le robot (première apparition)

## Publications
- Cet album est d'abord paru en tant que n°2 de la collection Péchés de jeunesse, aujourd'hui disparue.
- Les épisodes contenus dans cet album (excepté Le homard) et dans le précédent sont parus une première fois en 1948 dans un album sobrement intitulé Spirou et Fantasio, réédité en 2009.